# Oedeem
Oedeem (uitspraak 'eudeem'): is een overmaat aan vloeistof in de interstitiële of sereuze holten (voorbeelden zijn longoedeem en enkeloedeem). Het kan een exsudaat of een transsudaat zijn. Oedeem is een opeenhoping van extracellulair vocht in weefsel, leidend tot een zwelling zonder toename van het aantal cellen. Bekende vormen van oedeem zijn de zwelling van de huid bij een reactie op een insectenbeet of brandnetelsteek (urticaria). Oedeem van de onderbenen kan vele oorzaken hebben.

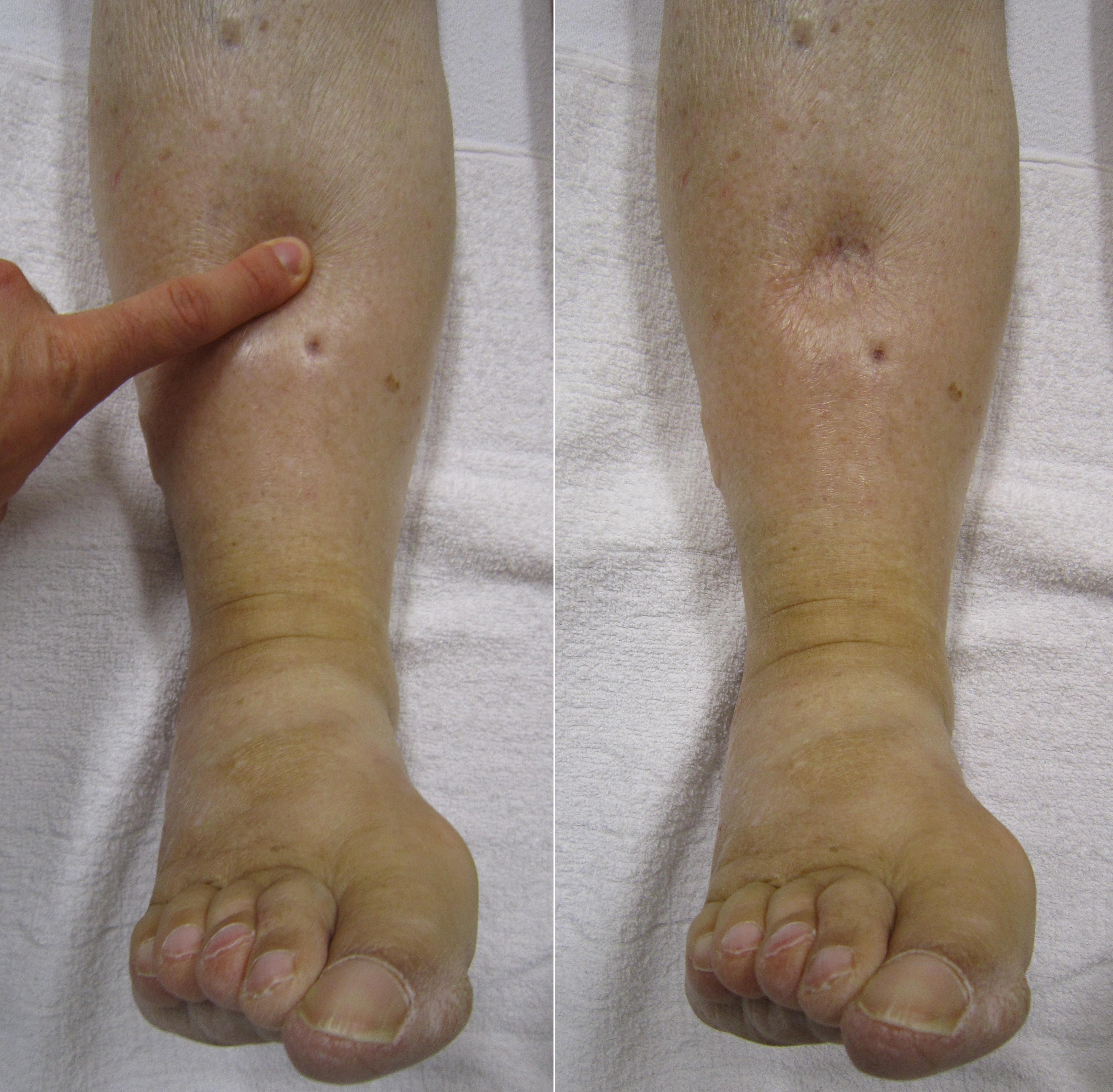
Oedeem in de onderbenen. De vingerafdruk blijft staan in het onderbeen.

## Oorzaak

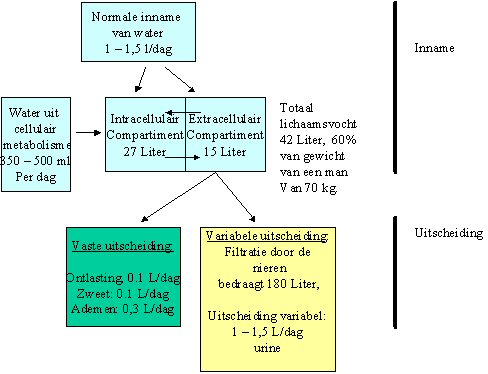
De waterhuishouding van ons lichaam, vereenvoudigd tot de balans tussen opname en uitscheiding van vocht

Bij oedeem is de hoeveelheid vocht die in het lichaam aanwezig is te groot, of de verdeling van het aanwezige vocht abnormaal. Combinaties treden ook vaak op. De controle over de waterbalans wordt gedeeld door diverse organen. Een belangrijke rol is er daarbij voor de hypothalamus, het hart en de nieren weggelegd.

## Extracellulair vocht
De hoeveelheid extracellulair vocht wordt bepaald door een aantal factoren:
- De hydrostatische druk in de venen en capillairen maakt dat intravasculair vocht naar buiten wordt geperst door de vaatwand.
- De vaatwand is wel doorlaatbaar voor water maar niet voor grote moleculen zoals eiwitten.
- Deze oefenen een colloïdosmotische tegendruk uit waardoor ze weer water uit de weefsels aantrekken.
- De druk in de venen wordt bepaald door de vullingsgraad daarvan, en stijgt als er defecte kleppen in de venen zijn (spataders) of als het hart het aanbod van terugvloeiend bloed niet goed kan opnemen door welke oorzaak dan ook.
- Spieren, vooral in de benen en in de kuiten drukken bij contractie de venen leeg en pompen de inhoud richting hart - bij functionerende kleppen.
- Vocht tussen de cellen en weefsels in wordt verzameld in lymfecapillairen die samenkomen tot lymfebanen die uiteindelijk (in de borstkas) uitmonden in een vene.

Met behulp van deze kennis zijn de meeste vormen van oedeem te verklaren.

## Lokaal oedeem
- bij ontstekingsreacties, infecties en kneuzingen raakt primair de vaatwand beschadigd en wordt onder invloed van allerlei zeer lokaal afgegeven stoffen meer doorlaatbaar. Eiwitten treden uit de bloedbaan en de colloïdosmotische tegendruk wordt minder. Er ontstaat oedeem.
- bij allergische reacties komen primair stoffen vrij die de vaatwand doorlaatbaarder maken, zoals histamine. Zelfde mechanisme.
- obstructie van de lymfeafvoer: lymfoedeem. Door aangeboren of verworven oorzaken functioneren de lymfebanen niet goed. Het betrokken lichaamsdeel zwelt sterk op. Bijvoorbeeld een dikke arm als na een operatie en/of bestraling voor borstkanker de lymfeklieren in de oksel zijn weggehaald, waarbij onvermijdelijk ook de lymfebanen te lijden hebben. Ook door wondroos (belroos) kunnen de lymfevaten beschadigd raken en zo lymfoedeem veroorzaken.
- lokaal verhoogde veneuze druk door veneuze insufficiëntie. Bij spataderen of bij trombose in een been is de druk in de venen in een of beide benen hoger dan normaal, waardoor weer oedeem ontstaat.

## Gegeneraliseerd oedeem
- renaal:
  - De nieren zijn niet in staat om voldoende vocht uit te scheiden en het lichaam houdt te veel water vast.
  - De nieren houden eiwitten niet voldoende tegen (nefrotisch syndroom). De colloïdosmotische druk in het bloed daalt en het hele lichaam wordt oedemateus.
- cardiaal:
  - Het hart kan door een instroombelemmering, een uitstroombelemmering of een defecte pompwerking niet voldoende veneus terugvloeiend bloed verwerken. De veneuze druk stijgt en er treedt meer vocht uit het vaatstelsel. Er treedt oedeem op vooral van de onderbenen en de laagliggende delen van het lichaam.
- hepatisch:
  - De lever is niet meer in staat om de eiwitten in het bloed aan te maken die voor de colloïdosmotische druk zorgen (cirrose, leverfalen bij alcoholisme of vergiftigingen).

Ook veel overigens gezonde mensen hebben een merkbare opzwelling van de voeten, vooral als ze ouder zijn, overgewicht hebben, veel lopen of staan, spataders hebben of als het warm is. Dit heeft geen grote betekenis.
Behandeling voor de zwelling van de benen zelf is zelden nodig, aangezien deze in de meeste gevallen alleen cosmetische klachten geeft. Als de oorzaak kan worden aangepakt, gaat het met het oedeem ook vaak beter. Vaak kunnen zogenoemde diuretica (plaspillen) verlichting bieden. Maar niet in alle gevallen helpt dit. Het is ook met het oog op bijwerkingen sterk af te raden om alleen voor de cosmetiek plaspillen te gaan gebruiken. In ernstige gevallen zonder behandelbare oorzaak kunnen maatregelen als hoogleggen, zwachtelen en het dragen van steunkousen worden geprobeerd.

## Zoogdieren
Vanaf twee tot drie weken voor de geboorte van een veulen bij paarden kan er een vochtzwelling ontstaan onder de buik van de merrie. Deze vorm van oedeem wordt zucht genoemd.